# Tinwell
Tinwell is een civil parish in het bestuurlijke gebied Rutland, in het Engelse graafschap Rutland met 234 inwoners.